# Albi di Dylan Dog (1990)
Albi del fumetto Dylan Dog pubblicati nel 1990.
| Nr. | Titolo                | Mese di pubblicazione | Soggetto                                 | Sceneggiatura                            | Disegni                               | Copertina     |
| --- | --------------------- | --------------------- | ---------------------------------------- | ---------------------------------------- | ------------------------------------- | ------------- |
| 40  | Accadde domani        | gennaio               | Tiziano Sclavi                           | Tiziano Sclavi                           | Giovanni Freghieri                    | Claudio Villa |
| 41  | Golconda!             | febbraio              | Tiziano Sclavi                           | Tiziano Sclavi                           | Luigi Piccatto                        | Claudio Villa |
| 42  | La iena               | marzo                 | Tiziano Sclavi                           | Tiziano Sclavi                           | Ferdinando Tacconi                    | Angelo Stano  |
| 43  | Storia di Nessuno     | aprile                | Tiziano Sclavi                           | Tiziano Sclavi                           | Angelo Stano                          | Angelo Stano  |
| 44  | Riflessi di morte     | maggio                | Marcello Toninelli                       | Marcello Toninelli                       | Giuseppe Montanari & Ernesto Grassani | Angelo Stano  |
| 45  | Goblin                | giugno                | Claudio Chiaverotti                      | Claudio Chiaverotti                      | Pietro Dall'Agnol                     | Angelo Stano  |
| 46  | Inferni               | luglio                | Tiziano Sclavi                           | Tiziano Sclavi                           | Carlo Ambrosini                       | Angelo Stano  |
| 47  | Scritto con il sangue | agosto                | Claudio Chiaverotti                      | Claudio Chiaverotti                      | Giuseppe Montanari & Ernesto Grassani | Angelo Stano  |
| 48  | Horror Paradise       | settembre             | Michele Medda, Antonio Serra, Bepi Vigna | Michele Medda, Antonio Serra, Bepi Vigna | Claudio Castellini                    | Angelo Stano  |
| 49  | Il mistero del Tamigi | ottobre               | Claudio Chiaverotti                      | Claudio Chiaverotti                      | Corrado Roi                           | Angelo Stano  |
| 50  | Ai confini del tempo  | novembre              | Tiziano Sclavi                           | Tiziano Sclavi                           | Luigi Piccatto                        | Angelo Stano  |
| 51  | Il Male               | dicembre              | Tiziano Sclavi                           | Tiziano Sclavi                           | Bruno Brindisi                        | Angelo Stano  |

## Accadde domani
Dopo aver ritrovato il vecchio amico "Fat", giornalista del "Day", Dylan Dog comincia a leggere di eventi che stanno per accadere. Fat gli ha dato il giornale di domani (ovvero quello che dev'essere ancora stampato) e tra le tante notizie future c'è anche quella della morte dell'Indagatore dell'Incubo. È uno scherzo o un avvertimento? In questo numero inoltre appare come guest star Chico Marx, il fratello di Groucho, nel ruolo del bookmaker di quest'ultimo.
- L'albo è ispirato al film Avvenne domani, di René Clair, noto anche come Accadde domani.

## Golconda!
Durante una gita in campagna una coppia di ragazzi si apparta in un bel boschetto per fare l'amore; questo luogo è però in qualche modo magico e inavvertitamente finiscono con lo scatenare una serie di strane creature che, dopo aver maciullato i due si scatena per tutta Londra in una serie di efferati delitti. In ultimo è lo stesso Dylan Dog a scampare a un prodigioso incendio in un locale pubblico. Da qui Dylan con l'unica altra sopravvissuta inizia un lungo e infine fantastico viaggio per raggiungere il centro della Terra e fare i conti con il Diavolo, per scoprire che cosa siano e da dove arrivino questi misteriosi esseri.
- La copertina dell'albo è un omaggio all'opera Golconde, di René Magritte.

## La iena
Il vecchio Grin, detto "La Iena", riesce a evadere di prigione con un geniale stratagemma. Ora pensa alla vendetta: vuole neutralizzare i vecchi compagni, che sembravano fedeli e che invece lo hanno tradito, e uccidere "Rat" Will, che trema appena vede uno dei roditori di cui porta il nome. Pensa anche a Boxer, circondato dai suoi fedeli cani, e alla donna che ha la chiave e che, per una coincidenza del destino, è la nuova fidanzata di Dylan Dog.

## Storia di Nessuno
Dylan Dog si ritrova ancora una volta a dover fronteggiare Xabaras, il suo più acerrimo nemico, in una storia in cui un perfetto sconosciuto, il signor Nessuno, muore e rinasce.

## Riflessi di Morte
Una nuova serie di omicidi si scatena su Londra. Apparentemente senza ragione, di punto in bianco, persone comuni diventano feroci assassini. Dylan però crede che l'artefice di tutto questo sia un innocuo specchio.

## Goblin
Dopo tanti anni di studi, gli esseri umani sono riusciti a trovare la chiave per riprodurre il famoso Homunculus di Paracelso. Portato alla vita, però, questo strano folletto che veste come se fosse un goblin delle fiabe, inizia ad uccidere tutti i ricercatori del progetto. Ma se non fosse un folletto, bensì una vittima di esperimenti voluti dall'assurda curiosità dell'uomo?

## Inferni
Patricia, detta Pat, vecchia fiamma di Dylan Dog ora sposata, chiede all'Indagatore dell'Incubo di poter entrare in contatto con suo marito morto Griffin Reeves, che poi riesce a fuggire dall'inferno per cercare la moglie, per poi rientrarci. Nell'albo è descritto l'inferno (per essere precisi, uno dei tanti inferni ai quali ogni persona è destinata casualmente) come un complesso e folle sistema burocratico.

## Scritto con il sangue
I pazienti di una psicologa, la dott.ssa Fletcher, tutti sofferenti di crisi depressive, stanno morendo uno dopo l'altro. A firmarne i delitti è un pazzo maniaco che si fa chiamare "Mister Fear". È costretto però ad agire coperto da un passamontagna perché l'eutanasia, specie quella praticata con il trapano, è ancora fuori legge. Anche Dylan si mette sulle sue tracce. Si scoprirà che l’assassino era un’innocua segretaria, Claire.

## Horror Paradise
Alcuni importanti cineasti e produttori vengono uccisi da personaggi dei grandi film dell'orrore, film del grande e visionario regista Alfred Hotchkiss. Dylan però è scettico perché il grande regista è morto e sepolto. Per cercare tutte le risposte, si ritroverà in un grande parco a tema, dove sarà protagonista del più grande film di Hotchkiss: Dylan Dog all'Horror Paradise.
- All'interno dell'albo ricompare Pink Rabbit, personaggio già apparso nell'albo 24 e successivamente presente negli albi 103 (in un piccolo cameo) e 107 della serie regolare, nell'Almanacco della Paura 2009 e nel Color Fest 25.

## Il mistero del Tamigi
Un misterioso assassino armato di un gancio da macellaio si diverte a sgozzare le sue vittime cantando la celebre canzoncina London Bridge is Falling Down. Dylan, mettendo insieme i pezzi, è sicuro che si tratti del fantasma di un macellaio, un certo Basil Whassen.

## Ai confini del tempo
London Two è un quartiere londinese che inizia dove finisce la città. E ha il suo gioiello, lo Skyglass, un grattacielo ultramoderno il cui direttore è il mafioso italo-inglese Charles Carlucci, vecchia conoscenza di Dylan. Sembra tutto andare liscio fino a quando iniziano ad accadere strane cose allo Skyglass: invasioni di scarafaggi, pioggia di rane e comparsa di animali preistorici e ominidi. Insieme a Lord H. G. Wells, Dylan Dog cercherà di fermare la piaga che ha colpito il quartiere.
- Durante l'invasione di scarafaggi, l'assistente di Carlucci chiama dei disinfestatori professionisti, i "Bug-Busters", chiaro riferimento alla pellicola Ghostbusters - Acchiappafantasmi del 1984; i disinfestatori hanno le fattezze dei protagonisti del film.
- A pag. 50 appare Obelix, mentre Lord Wells è truccato da Panoramix.
- Per festeggiare il raggiungimento del traguardo dei cinquanta numeri, l'albo contiene 108 pagine invece delle canoniche 98.

## Il Male
Un bel giorno, un blob senziente spunta dal nulla. È questo un potentissimo virus in grado di dare a chi ne viene a contatto una forza sovrumana ed uno strano colorito chiaro degli occhi. Ed un impulso irrefrenabile di uccidere il prossimo. Dylan Dog inizia ad indagare sull'ondata di omicidi che ha colpito Londra, aiutato anche da un implusivo detective statunitense, un certo Kyle MacLachlan. Ma tutto sembra inutile: forse l'ora del giudizio finale sta per scoccare?
- Il detective americano, che ha il nome del celebre attore-feticcio di David Lynch, è disegnato sulle fattezze del personaggio Marion Cobretti del film Cobra, interpretato dall'attore Sylvester Stallone. All'interno dell'albo viene anche citata la famosa frase Tu sei il male, io sono la cura, contenuta nel film.